# اچ‌ام‌ای‌اس بوکانیر (پی ۱۰۰)
اچ‌ام‌ای‌اس بوکانیر (پی ۱۰۰) (به انگلیسی: HMAS Buccaneer (P 100)) یک کشتی بود که طول آن ۱۰۷٫۶ فوت (۳۲٫۸ متر) بود. این کشتی در سال ۱۹۶۸ ساخته شد.